# Kościół św. Brunona z Kwerfurtu Biskupa i Męczennika w Łomży
Kościół świętego Brunona z Kwerfurtu Biskupa i Męczennika w Łomży – rzymskokatolicki kościół parafialny należący do parafii pod tym samym wezwaniem (dekanat Łomża – św. Brunona diecezji łomżyńskiej).
Jest to świątynia murowana o dwóch kondygnacjach wzniesiona w latach 1977–1987 dzięki staraniom księdza proboszcza Henryka Jankowskiego; pobłogosławiona została w dniu 15 lipca 1978 roku przez biskupa łomżyńskiego Mikołaja Sasinowskiego; budowlę poświęcił w dniu 20 września 1987 roku biskup łomżyński Juliusz Paetz.